# Región de Yorkshire y Humber
Yorkshire y Humber (en inglés: Yorkshire and the Humber) es una de las nueve regiones de Inglaterra. Está formada por los condados de Yorkshire del Norte, del Este, del Sur, del Oeste y parte del condado de Lincolnshire. Limita al norte con Nordeste de Inglaterra, al este con el mar del Norte, al sur con Midlands del Este y al oeste con Noroeste de Inglaterra. Con 5 283 733 habitantes en 2011 es la tercera región menos poblada del país, por delante de Midlands del Este y Nordeste de Inglaterra, la menos poblada.
Cubre la mayor parte del histórico condado de Yorkshire, junto con la parte norte de Lincolnshire que fue, desde 1974 hasta 1996, en el antiguo condado de Humberside. Es una de las dos regiones (junto con Noroeste), donde se tendría que celebrar un referéndum para crear una asamblea regional.
- Datos: Q48063
- Multimedia: Yorkshire and the Humber / Q48063